# John Hane
John Hane fut un militaire et philhellène britannique, né en 1800 et décédé en septembre 1844.
Engagé aux côtés des Grecs insurgés dès 1821, il se lia d'amitié avec Frank Abney Hastings lors du siège de Nauplie. Lorsqu'Hastings créa son propre corps, il recruta Hane qui combattit à ses côtés ensuite : en Crète en 1823 puis à bord de la corvette à vapeur Karteria : au Pirée en février 1827, à Oropos puis Volos au printemps de la même année. En septembre 1827, ce fut la destruction dans la baie d'Amphissa de la flotte ottomane qui contrôlait le golfe de Corinthe. À la fin de l'année, Hane, toujours sur la Kartería, participa aux opérations en vue de la reconquête de Missolonghi, puis commanda une forteresse en Crète début 1828.
Après la guerre d'indépendance grecque, John Hane resta en Grèce. Il devint colonel de l'armée grecque. Il en fut démis en 1842.

## Biographie

### Engagement aux côtés des Grecs
À la fin de 1821, John Hane, alors capitaine dans l'artillerie dans l'armée du Hanovre se rendit en Grèce pour participer, aux côtés des Grecs, à leur guerre d'indépendance contre l'Empire ottoman.
John Hane participa alors au siège de Nauplie. Pour les Grecs insurgés, le contrôle du Péloponnèse, région montagneuse, passait par la capture des principaux ports contrôlés par des forteresses : Patras, Corinthe, Nauplie, Monemvasia, Coron, Modon et enfin les deux forts de Navarin. Ces places prises, la seule route d'entrée devenait l'isthme de Corinthe, plus facile à contrôler. Le siège de Nauplie durait donc depuis le printemps 1821. Khursit Pacha, gouverneur ottoman du Péloponnèse, avait été envoyé en Épire pour y mater la rébellion d'Ali Pacha. Au printemps 1822, après la défaite et la mort de celui-ci, Khursit Pacha rassembla une armée afin de reconquérir le Péloponnèse presque aux mains des insurgés grecs. Le commandement fut confié à Mahmud, Pacha de Drama, dit Dramali Pacha. Il avait pour objectifs de reprendre la citadelle de Corinthe, l'Akrocorinthe, s'emparer d'Argos, puis porter secours aux assiégés dans Nauplie en leur faisant parvenir munitions et ravitaillement.

### Sous les ordres d'Hastings
Ayant entamé des négociations avec la garnison turque de Nauplie avant l'arrivée de Dramali, les Grecs avaient pris possession du petit fort situé sur un îlot de la baie de Nauplie, appelé Bourdzi (« fortin » en turc). Les négociations ayant été rompues par l'arrivée des renforts ottomans, des combats d'artillerie eurent lieu entre les citadelles de Nauplie et le Bourdzi ; John Hane participa à la défense du petit fort. Il s'y lia d'amitié avec un autre philhellène, un officier de marine, spécialiste comme lui de l'artillerie : Frank Abney Hastings. Après le départ de Dramali en août et sa défaite sur le chemin de Corinthe, les hostilités entre le fort et la ville cessèrent ; craignant qu'ils ne demandent une part du butin attendu, la garnison du fort demanda alors aux philhellènes de partir, ce qu'ils firent. Le 20 septembre, les hostilités reprirent cependant fin septembre, à l'arrivée de la flotte ottomane venue ravitailler la ville depuis Patras. La garnison du Bourdzi s'étant enfuie, Hane, revenu peu avant, et deux Grecs, furent pendant quelques jours les seuls occupants du fort, avant d'être renforcés par des Ioniens et des Chimarriotes. La flotte ottomane n'ayant pas osé affronter directement les Grecs et étant repartie sans avoir ravitaillé la ville, celle-ci finit par capituler fin décembre 1822.
Hastings, issu d'une riche famille, recruta alors sa propre troupe, d'une cinquantaine d'hommes, qu'il équipa et arma à ses frais. Il y engagea Hane qui servit dès lors sous ses ordres. Ils effectuèrent la campagne de Crète de 1823, sous les ordres d'Emmanuel Tombazis, nommé gouverneur de Crète par le gouvernement grec le 23 avril 1823 (julien). L'île était alors insurgée mais toujours contrôlée par les Ottomans. Tombazis mit donc sur pied une force expéditionnaire pour aider les insurgés crétois. Il réunit 1 200 hommes parmi lesquels se trouvait Hastings, commandant de l'artillerie. La troupe débarqua le 22 mai (julien) près du village de Drapanias afin d'aider les Grecs qui assiégeaient Kastelli. La ville se rendit rapidement. La troupe, maintenant forte de 5 500 hommes marcha ensuite vers les provinces de l'ouest, avec pour objectif final La Canée dont elle ne put s'emparer, n'étant pas assez forte. À l'automne, une fièvre obligea Hastings à quitter la grande île. l'expédition fut finalement un échec et Tombazis évacua la Crète fin avril 1824.
En 1825 et 1826, un certain nombre de philhellènes, engagés militairement en Grèce, retournèrent en Europe occidentale. Ils allèrent tenter de recruter de nouveaux combattants ou chercher de l'équipement. John Hane fut parmi ceux-là. Frank Abney Hastings, quant à lui, réalisa l'achat et l'armement de la première corvette à vapeur de la Méditerranée : la Perseverance, qui devint la Kartería (« persévérance » en grec moderne). L'équipage était composé de Britanniques, de Suédois et de Grecs. Parmi eux se trouvait l'Écossais George Finlay et John Hane, commandant en second, qui était chargé de l'armement, assez particulier. Le navire était équipé entre autres d'un système permettant de tirer des boulets rouges. En effet, comme il était à roues à aubes, cela laissait peu de place sur les côtés pour installer des canons. La puissance remplaça le nombre. D'énormes pièces d'artillerie furent installées : une de 32 livres à l'avant et à l'arrière et une de 68 livres sur chaque bord. La maniabilité du navire lui permettait de tourner quasiment sur place en tirant avec chaque canon alternativement. Les fournaises permettaient enfin de chauffer au rouge les boulets qui faisaient des ravages dans les navires ennemis, à la manière des brûlots.

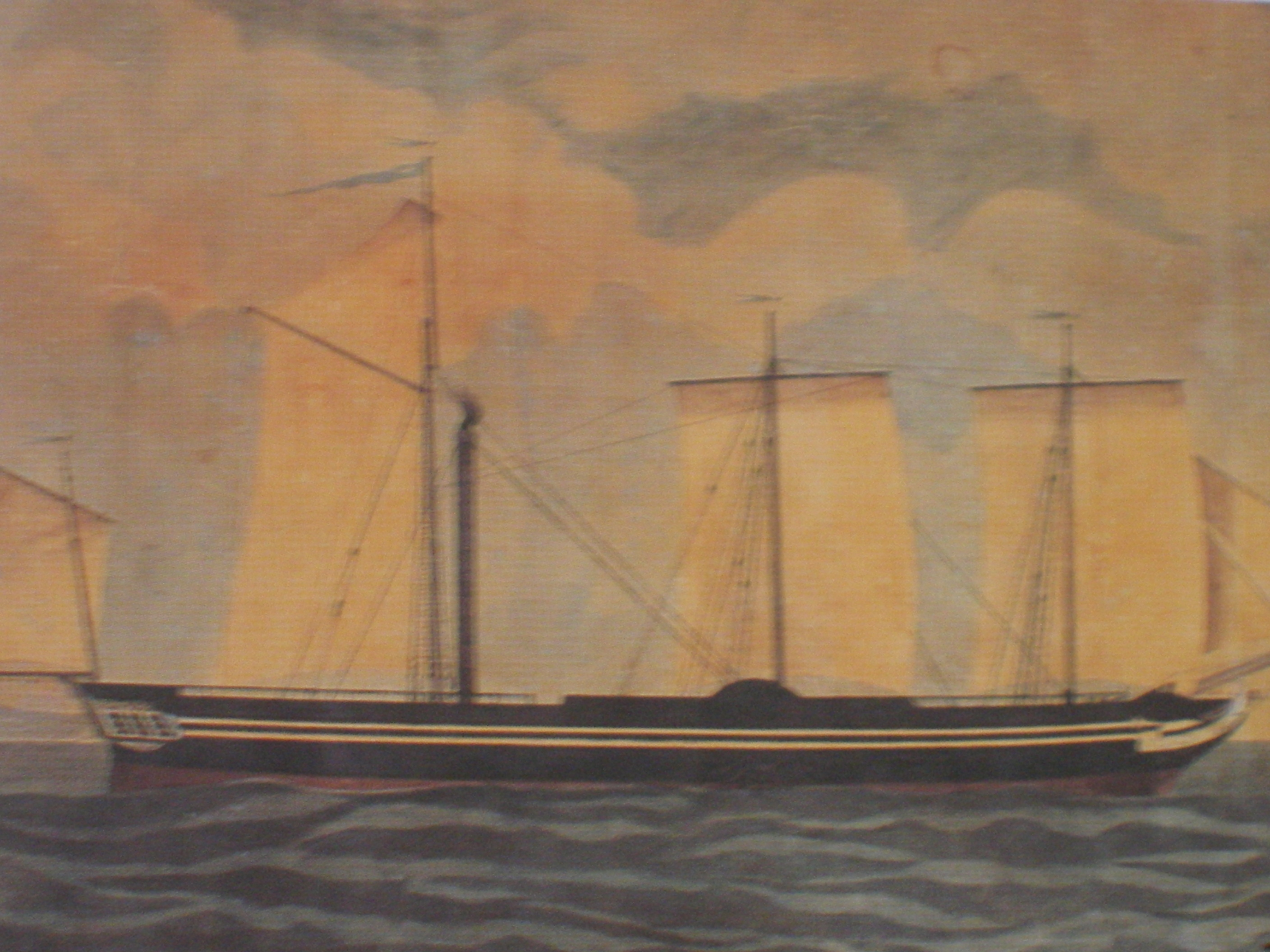
La Kartería (Archives historiques Hydra)

À la fin de 1826, John Hane rencontra à Nauplie le philhellène anglais Thomas Whitcombe, un artilleur qui avait servi aux Indes. Ce dernier s'apprêtait à regagner l'Angleterre lorsque Hane le convainquit de rester et de participer aux combats pour Athènes. Whitcombe avança même alors l'argent pour acheter canons, boulets et poudre. Pendant neuf jours, Hane et Whitcombe aidèrent à monter tout ce chargement à bord de la Kartería. Le 29 janvier 1827, ils appareillèrent pour Salamine.
Avec la Kartería et Hastings, Hane participa aux combats du Pirée en février 1827, d'Oropos puis Volos au printemps de la même année. En septembre 1827, ce fut la destruction dans la baie d'Amphissa de la flotte ottomane qui contrôlait le golfe de Corinthe.
À la fin de l'année, Hastings résolut d'utiliser son escadre à la reconquête de Missolonghi. Il fallait d'abord s'emparer des forts construits sur les différents îlots fermant la baie. La ville est en effet construite au fond d’une baie peu profonde et donc difficile d’accès aux navires à fort tirant d’eau. Elle n’est séparée de la mer, distante de 7 km, que par une lagune marécageuse appelée Limnosthalassa. L’entrée de la baie est commandée par les îlots de Vasilidi, Dalmâ et Anatolikon sur lesquels étaient bâties des forteresses. Le 22 décembre 1827, la Kartería s'attaqua à Vasilidi, mais aucun de ses deux cents projectiles tirés ne toucha. L'îlot est entouré de hauts-fonds dont la profondeur n'excède pas un mètre sur plus d'un mille marin. La forteresse dépassait d'à peine deux mètres du niveau de la mer. Le 29 décembre, un projectile atteignit sa cible et fit exploser la réserve de poudre du fort. Hastings ordonna au reste de son escadre de monter à l'assaut. Les troupes débarquèrent menées par le capitaine Hane. Elles prirent la forteresse sans coup férir, les défenseurs ayant été désorientés par l'explosion.

### La fin de la guerre d'indépendance
Quelques semaines plus tard, en janvier ou février, Hane participa à une opération en Crète destinée à détruire la communauté de pirates grecs installés sur l'île de Gramvoussa,. La flottille pirate fut détruite par une escadre anglo-française fin janvier, et la forteresse occupée par des troupes régulières obéissant au gouvernement central grec, commandées par un philhellène, le major Urquhart, et des marins français et anglais ; Hane remplaça ce dernier comme commandant de la garnison à la suite de sa mort dans l'écroulement de sa maison le 3 mars. Il ravitailla ainsi depuis Gramvoussa les troupes grecques qui essayaient de reprendre l'insurrection en Crète sous la direction d'Hadzimichalis Dalianis (en), jusqu'à leur reddition finale le 5 juin 1828.

### Mort d'Hastings
En mai 1828, lors de la tentative de débarquement sur Anatolikon, Hastings fut mortellement blessé. Avant de quitter définitivement la Grande-Bretagne, en septembre 1825, il avait fait un testament. Six mois plus tard, en juin 1826, à bord de la  Kartería, il en avait fait un nouveau pour lequel Hane était son exécuteur testamentaire. Lésés, la mère et le frère d'Hastings contestèrent le second testament et obtinrent gain de cause. Le procès traîna en longueur et ce ne fut qu'en mars 1833 que la justice britannique trancha en faveur de Hane.

### Colonel de l'armée grecque
Après la guerre d'indépendance grecque, John Hane resta en Grèce. Il devint colonel de l'armée grecque. Il en fut démis en 1842 après avoir perdu la faveur du roi Othon. Cette année-là, le roi mit à la demi-solde un grand nombre de vétérans de la guerre d'indépendance. Hane, britannique et favorable à l'instauration d'une constitution ne pouvait que se trouvait en porte-à-faux avec le gouvernement autoritaire du roi. Il resta cependant définitivement en Grèce. Il s'y était marié et avait trois enfants. Après le coup d'État du 3 septembre 1843 et la proclamation d'une constitution, l'ambassadeur britannique, Sir Edmund Lyons, à la demande de Finlay, intervint auprès du Premier ministre Aléxandros Mavrokordátos pour améliorer le sort de Hane, réduit à la misère. Les promesses ne furent pas tenues et John Hane décéda le 18 septembre 1844 dans la misère.